# Родная (Вологодская область)
Родная — деревня в Тотемском районе Вологодской области.
Входит в состав Погореловского сельского поселения, с точки зрения административно-территориального деления — в Погореловский сельсовет.
Расположена на правом берегу реки Тафта. Расстояние до районного центра Тотьмы по автодороге — 63 км, до центра муниципального образования деревни Погорелово  по прямой — 14 км. Ближайшие населённые пункты — Горка, Подгорная.
По переписи 2002 года население — 2 человека.